# Baratranthus productus
Baratranthus productus är en tvåhjärtbladig växtart som beskrevs av Van Tiegh.. Baratranthus productus ingår i släktet Baratranthus och familjen Loranthaceae. Inga underarter finns listade i Catalogue of Life.